# The Will Rogers Follies
The Will Rogers Follies és un musical amb llibret de Peter Stone, lletres de Betty Comden i Adolph Green i música de Cy Coleman.
Se centra en la vida i la carrera del famós humorista i intèrpret Will Rogers, utilitzant com a teló de fons les Ziegfeld Follies, que sovint va encapçalar, i descriu tots els episodis de la seva vida en forma de número d'una gran producció. El personatge de Rogers també realitza números de corda entre escenes. La revista conté fragments del famós estil de puny de la saviesa i sentit comú de Rogers i tracta de transmetre la personalitat d'aquesta figura americana sense voler, la cita més famosa de la qual va ser «Mai no vaig conèixer a un home que no m'agradés» ("I never met a man I didn't like").

## Produccions
Després de trenta-tres prèvies, la producció de Broadway es va estrenar l'1 de maig de 1991 al Palace Theatre, i va tancar el 5 de setembre de 1993. Dirigida i coreografiada per Tommy Tune, el repartiment original incloïa a Keith Carradine com Rogers, Dee Hoty com Betty Blake, Dick Latessa com el pare de Will, Clem, i Cady Huffman com a noia preferida de cor de Ziegfeld. Entre els reemplaçaments posteriors a la carrera es van incloure Mac Davis i Larry Gatlin com Rogers, Mickey Rooney com Clem, i Susan Anton i Marla Maples com la noia preferida de cor de Ziegfeld. La veu gravada de Gregory Peck s'escoltava com a Ziegfeld.
L'elecció original dels autors per interpretar a Will Rogers va ser John Denver, però, a causa d'un insult percebut pel libretista Peter Stone, Denver es va deixar de considerar per al càsting.
L'espectacle també va gaudir de diverses gires nacionals, amb Carradine, Davis i Gatlin a la primera gira nacional el 1993 i el 1994.

## Sinopsi
Acte I
Rogers parla sovint directament amb el públic i amb el mateix Florenz Ziegfeld, que sovint s'interjecta per qüestionar el progrés de l'espectacle i per donar alguns consells de direcció. Després d'introduir el públic als seus amics i familiars, Rogers discuteix sobre sortir de casa als 19 anys per convertir-se en vaquer a l'Argentina. Ziegfeld li diu a Rogers que ha de "conèixer la noia". Tot i que Rogers va conèixer Betty Blake a l'estació de trens, Ziegfeld crea una reunió més "teatral" al deixar-la baixar romànticament de la lluna.
Com que Betty està disposat a casar-se amb Rogers, l'espectacle es mou cap endavant diversos anys en un moment en què Rogers està actuant en una petita revista del Far West. La parella està a punt de casar-se, però Ziegfeld els interromp, dient que s'ha de retardar el casament, perquè ha de produir-se al final del primer acte. Així, a mesura que l'èxit de Rogers continua creixent, ell i Betty viatgen pel país fent actuacions i produeixen quatre fills. Rogers aconsegueix la seva gran escapada quan és convidat a unir-se a les Ziegfeld Follies i, a principis de la dècada del 1910, és un gran estrella del vodevil i de la ràdio. Està a punt de marxar cap a Hollywood per iniciar una carrera al cinema, quan per fi és el final i el casament.
Acte II
Rogers està en el punt àlgid de la seva popularitat, sent la principal estrella i més ben pagada del país de tots els mitjans del seu temps -escenari, pantalla, ràdio, diaris i aparicions públiques- i fins i tot se li demana que presenti candidatura a President. Això no li deixa gaire temps per a Betty, i comença a sentir-se descuidada i comença a cantar blues. Rogers arriba a casa amb "un tresor de joies precioses" i tot està perdonat. El bon humor no dura gaire, perquè els recaptadors i els creditors venen trucant a la porta. Ziegfeld ha perdut la fortuna i la Gran Depressió està en plena evolució. Herbert Hoover demana a Rogers que parli a la nació i tothom s'inspira. Rogers també es reconcilia amb el seu pare estranyat. L'espectacle acaba amb el tràgic viatge en avió a Alaska que comparteix amb Wiley Post, un personatge a la qual la alegre invitació, "Let's go flyin 'Will!" se sent durant tot el programa.

## Cançons
| Acte I - Prelude - "Let's Go Flying" - Cor - "Will-a-Mania" - Ziegfeld's Favorite i Cor - "Give a Man Enough Rope" - Will i Ziegfeld's cowboys - "It's a Boy!" - Clem i Girls Sextet (Germanes de Will) - "It's a Boy! (Reprise)" - Clem - "My Unknown Someone" - Betty Blake - "The St. Louis Fair" - Girls Sextet (Germanes de Betty) - "The Big Time" - Will, Betty, Will Jr., Mary, James i Freddy - "My Big Mistake" - Betty Blake - "The Powder Puff Ballet" - Ziegfeld Girls - "Marry Me Now" - Will, Betty i Cor - "I Got You" - Will, Betty i Cor | Acte II - "Give a Man Enough Rope (Reprise)" - Will i Ziegfeld's cowboys - "Look Around" - Will Rogers - "Our Favorite Son" - Will, Ziegfeld's Favorite, Ziegfeld Girls i Ziegfeld's cowboys - "No Man Left For Me" - Betty Blake - "Presents for Mrs. Rogers" - Will i Ziefeld's cowboys - "Never Met a Man I Didn't Like" - Will Rogers - "Will-a-Mania (Reprise)" - Clem, Will i Cor - "Without You" - Betty Blake - "Never Met a Man I Didn't Like (Reprise)" - Will i Cor |

## Personatges i repartiment original
- Will Rogers - Keith Carradine
- Betty Blake - Dee Hoty
- Clem Rogers (Pare de Will) - Dick Latessa
- Ziegfeld's Favorite - Cady Huffman
- Mr. Ziegfeld (veu) - Gregory Peck
- Wiley Post - Paul Ukena, Jr.
- Will Rogers, Jr. - Rick Faugno
- Mary Rogers - Tammy Minoff
- James Rogers - Lance Robinson
- Freddy Rogers - Gregory Scott Carter
- Betty's sisters; Will's sisters; some of the New Ziegfeld Girls; The Will Rogers Wranglers, etc.

## Premis i nominacions

### Producció original de Broadway
| Any  | Premi                                    | Categoria                               | nominat                                                                                                  | Resultat  |
| ---- | ---------------------------------------- | --------------------------------------- | --- | --------- |
| 1991 | Premi Tony                               | Millor Musical                          | Pierre Cossette, Martin Richards, Sam Crothers, James M. Nederlander, Stewart F. Lane, Max Weitzenhoffer | GUANYADOR |
| 1991 | Premi Tony                               | Millor Llibret de Musical               | Peter Stone                                                                                              | nominat   |
| 1991 | Premi Tony                               | Millor Banda Sonora                     | Cy Coleman, Betty Comden i Adolph Green                                                                  | GUANYADOR |
| 1991 | Premi Tony                               | Millor Actor Protagonista de Musical    | Keith Carradine                                                                                          | nominat   |
| 1991 | Premi Tony                               | Millor Actriu Protagonista de Musical   | Dee Hoty                                                                                                 | nominat   |
| 1991 | Premi Tony                               | Millor Actriu de Repartiment de Musical | Cady Huffman                                                                                             | nominada  |
| 1991 | Premi Tony                               | Millor Direcció de Musical              | Tommy Tune                                                                                               | GUANYADOR |
| 1991 | Premi Tony                               | Millor coreografia                      | Tommy Tune                                                                                               | GUANYADOR |
| 1991 | Premi Tony                               | Millor Escenografia                     | Tony Walton                                                                                              | nominat   |
| 1991 | Premi Tony                               | Millor Vestuari                         | Willa Kim                                                                                                | GUANYADOR |
| 1991 | Premi Tony                               | Millor Il·luminació                     | Jules Fisher                                                                                             | GUANYADOR |
| 1991 | Premi Drama Desk                         | Musical Més Destacat                    | Musical Més Destacat                                                                                     | nominat   |
| 1991 | Premi Drama Desk                         | Actor de Musical Més Destacat           | Keith Carradine                                                                                          | nominat   |
| 1991 | Premi Drama Desk                         | Coreografia més destacada               | Tommy Tune                                                                                               | GUANYADOR |
| 1991 | Premi Drama Desk                         | Orquestracions Més Destacades           | Billy Byers                                                                                              | nominat   |
| 1991 | Premi Drama Desk                         | Música Més Destacada                    | Cy Coleman                                                                                               | GUANYADOR |
| 1991 | Premi del New York Drama Critics' Circle | Millor musical                          | Millor musical                                                                                           | Guanyador |
| 1992 | Premis Grammy                            | Millor àlbum de teatre musical          | Millor àlbum de teatre musical                                                                           | Guanyador |